# 安康 (1949年)
安康（1949年7月—），河南辉县人，汉族，无党派人士。中华人民共和国政治人物、第十三届全国人民代表大会河南省代表。

## 生平
2018年，安康被选为河南省出席第十三届全国人民代表大会代表。